# 2010년 동계 올림픽 스노보드 여자 평행대회전
2010년 동계 올림픽의 스노보드 여자 평행대회전은 사이프레스 산에서 2010년 2월 26일에 열렸다.